# متلازمة انتلي بكسلر
متلازمة انتلي بكسلر، وتسمى أيضا متلازمة شبه المنحرفة شبه الملتحمة، هو اضطراب وراثي جسمي نادر جدا شديد الانفعالات يتميز بتشوهات تؤثر على غالبية الهيكل العظمي ومناطق أخرى من الجسم. 

## عرض
تقدم متلازمة انتلي بكسلر نفسها عند الولادة أو قبل الولادة. وتشمل ملامح الاضطراب ذراع الرأس (جبهته المسطحة)، تعظم الدروز الباكر (إغلاق كامل للجمجمة) لكل من خيوط الدرز اللامي والدرز الاكليلي، ونقص تنسج الوجه (التخلف)؛ انحناء الزند (عظمة الساعد) وعظم الفخذ، التحام عظمي (عظم الساعد) ، عظم العضد (عظم الذراع العلوي) وشبه منحرف (عظم اليد)؛ انعطاف الإصبع المستديم.
تم الإبلاغ عن أعراض أخرى، مثل تشوهات القلب، وجحوظات طليعية (العيون المنتفخة)، و(أصابع تشبه العنكبوت)، وكذلك رتق الأنف، الشرج والمهبل (انسداد).

## مسماة
سميت متلازمة انتلي بكسلر علي اسم الدكاترة. راي انتلي (ب. 1936) وديفيد بيكسلير (مواليد 1940)، الذي وصف لأول مرة هذا الاضطراب في تقرير الدوري من عام 1975. 

## انظر ايضًا
متلازمة كروزن 
- متلازمة فايفر

## قراءات متعمقه
- GeneReviews/NIH/NCBI/UW entry on FGFR-Related Craniosynostosis Syndromes
- GeneReviews/NCBI/NIH/UW entry on Cytochrome P450 Oxidoreductase Deficiency